# Berlin (Schiff, 2016)
Die Berlin ist ein Fährschiff der Reederei Scandlines, das in den Jahren 2010 bis 2012 auf der P+S Werften Stralsund gebaut und von 2014 bis 2016 auf der Fayard-Werft im dänischen Munkebo umgebaut wurde. Sie verkehrt auf der Strecke Rostock–Gedser und verbindet somit Deutschland und Dänemark.

## Geschichte

### Bau
Am 26. März 2010 gab Scandlines den Bau der beiden baugleichen Fährschiffe Berlin und Copenhagen bekannt. Sie sollten im Jahr 2012 die Fährschiffe Kronprins Frederik und Prins Joachim auf der Route Rostock–Gedser ersetzen.
Die Kiellegung der beiden Fähren fand am 28. Juni 2010 statt. Am 2. Dezember 2011 wurde die Berlin auf der Stralsunder Werft im Beisein von 150 Gästen, darunter Ministerpräsident Erwin Sellering, Bengt Pihl (CEO Scandlines) und Axel Schulz (Geschäftsführer für Vertrieb der P+S Werften GmbH), zu Wasser gelassen.
Die Fertigstellung, die für Frühjahr 2012 geplant war, wurde mehrfach verschoben, da es technische Schwierigkeiten gab. Wegen zu hohen Gewichts nahm Scandlines die Fähren nicht ab und stornierte die Verträge am 27. November 2012. Am 31. Januar 2014 kaufte Scandlines die beiden Fähren von der inzwischen insolventen Werft für 31,6 statt ursprünglich 184 Millionen Euro, um sie auf einer anderen Werft umbauen zu lassen und danach auf der geplanten Route einzusetzen.

### Umbau
Nach Untersuchungen bei der Werft Blohm + Voss in Hamburg im Mai 2014 fand der Umbau danach auf der Fayard-Werft in Munkebo bei Odense in Dänemark statt. Dabei erhielt die Fähre auch ein neues Hybrid-Antriebssystem: Die beiden Dieselmotoren von Caterpillar mit je 4500 kW laufen im Drehzahlbereich mit dem besten Wirkungsgrad und betreiben einen Generator. Wird die hier erzeugte elektrische Energie nicht vollständig zum Antrieb der Schiffspropeller benötigt, wird diese in Batterien des kanadischen Herstellers Corvus Energy gespeichert. Wird zum Antrieb mehr Energie benötigt, so wird diese aus den Batterien dazu gesteuert. Die schnelle Abrufbarkeit der vollen Leistung wird insbesondere bei Manövern in den Häfen benötigt, während der Überfahrt werden die Batterien geladen. Das Abgassystem wird mit einem Scrubber ausgerüstet.
Die Umbauten beider Schiffe sollten im zweiten Halbjahr 2015 mit einem auf 5,5 m reduzierten Tiefgang abgeschlossen sein, um die Fähren anschließend auf der Route Rostock–Gedser einzusetzen. Die Fertigstellung des Umbaus wurde jedoch mehrfach verschoben. Am 3. Mai 2016 wurde das Schiff in Rostock auf den Namen Berlin getauft und am 23. Mai 2016 in Dienst gestellt. Das Schiff kam zunächst unter dänischer Flagge in Fahrt. Seit dem 26. Mai 2016 fährt das Schiff unter deutscher Flagge mit Heimathafen Rostock.
Im Mai 2022 wurde das Schiff mit einem 30 Meter hohen Flettner-Rotor (Rotorsegel) ausgestattet. Hierdurch sollen die CO2-Emissionen um bis zu 5 Prozent gesenkt werden. Das Schwesterschiff Copenhagen war bereits zwei Jahre zuvor testweise mit einem Rotorsegel ausgestattet worden.

## Abmessungen und Kapazitäten

### Ursprüngliche Planung
Das 169 Meter lange Fährschiff Berlin sollte auf 1600 Lademetern Platz für bis zu 480 Pkw oder 96 Lkw bieten und zunächst 1500 Personen befördern. Zur Verpflegung an Bord waren ein Buffet-Restaurant, ein À-la-carte-Restaurant, eine Cafeteria, ein Selbstbedienungsrestaurant sowie Snack- und Getränkeautomaten vorgesehen.

### Umbau
Wegen des zu großen Gewichts und dadurch Tiefgangs musste die Fähre zum Einsatz auf der Route Rostock–Gedser umgebaut werden. Um das Gewicht um rund 1100 Tonnen zu reduzieren, wurden u. a. die obersten Passagierdecks (8 und 9) herausgeschnitten und durch ein schmaleres Deck 8 ersetzt, Deck 7 wurde um 10 m gekürzt und erhielt zusammen mit Deck 8 eine neue Innenausstattung aus Leichtbaumaterial. Die Brücke sowie die Bereiche der Besatzung wurden durch Aluminium-Konstruktionen ersetzt. Statt der geplanten 1500 sollen nur noch 1300 Passagiere an Bord gehen. Die Kapazität der Autodecks blieb unverändert, es können 46 Lkw und 230 Pkw oder maximal 96 Lkw geladen werden.

### Ausstattung
Nach dem Umbau bietet die Berlin auf Deck 7 und 8 mehrere Gastronomiebereiche mit allgemeinen Sitz- und Loungebereichen. Darüber hinaus gibt es im vorderen Teil von Deck 7 ein Buffetrestaurant und im Heckbereich einen 400 m² großen Einkaufsbereich. Ferner stehen den Gästen neben Unisex-Toiletten auch Duschen zur Verfügung. Deck 8 ist als Sonnendeck von etwa der Mitte bis zum Heck für Fahrgäste nutzbar. In den Sitzbereichen wurden für die Fahrgäste Steckdosen, USB-Ladedosen und kostenloses WLAN installiert.

## Schwesterschiff
Das baugleiche Schwesterschiff der Berlin ist die ebenfalls bei P+S Werften Stralsund gebaute und bei Fayard umgebaute Fähre Copenhagen.

## Zwischenfälle
Am Nachmittag des 1. November 2019 wurde die Berlin im Seekanal von Rostock von dem dänischen Küstenfrachtschiff Danica Violet gerammt. Es entstand ein Sachschaden von geschätzt 200.000 €. Nach der Reparatur konnte die Berlin den Hafen von Rostock am Folgetag um 19:15 Uhr wieder Richtung Gedser verlassen.

## Galerie

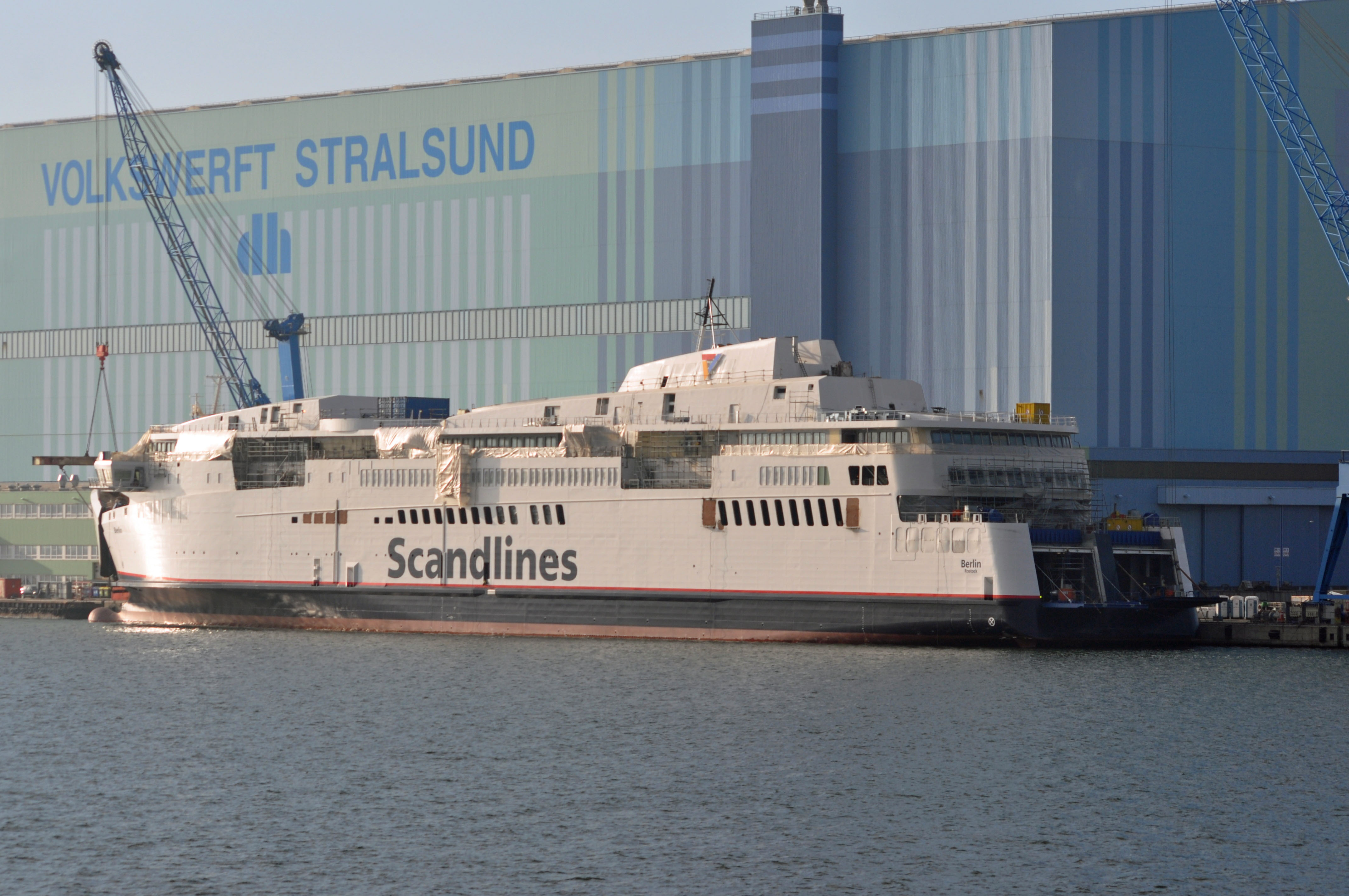
Die Berlin am Ausrüstungskai der Volkswerft in Stralsund (Januar 2012)
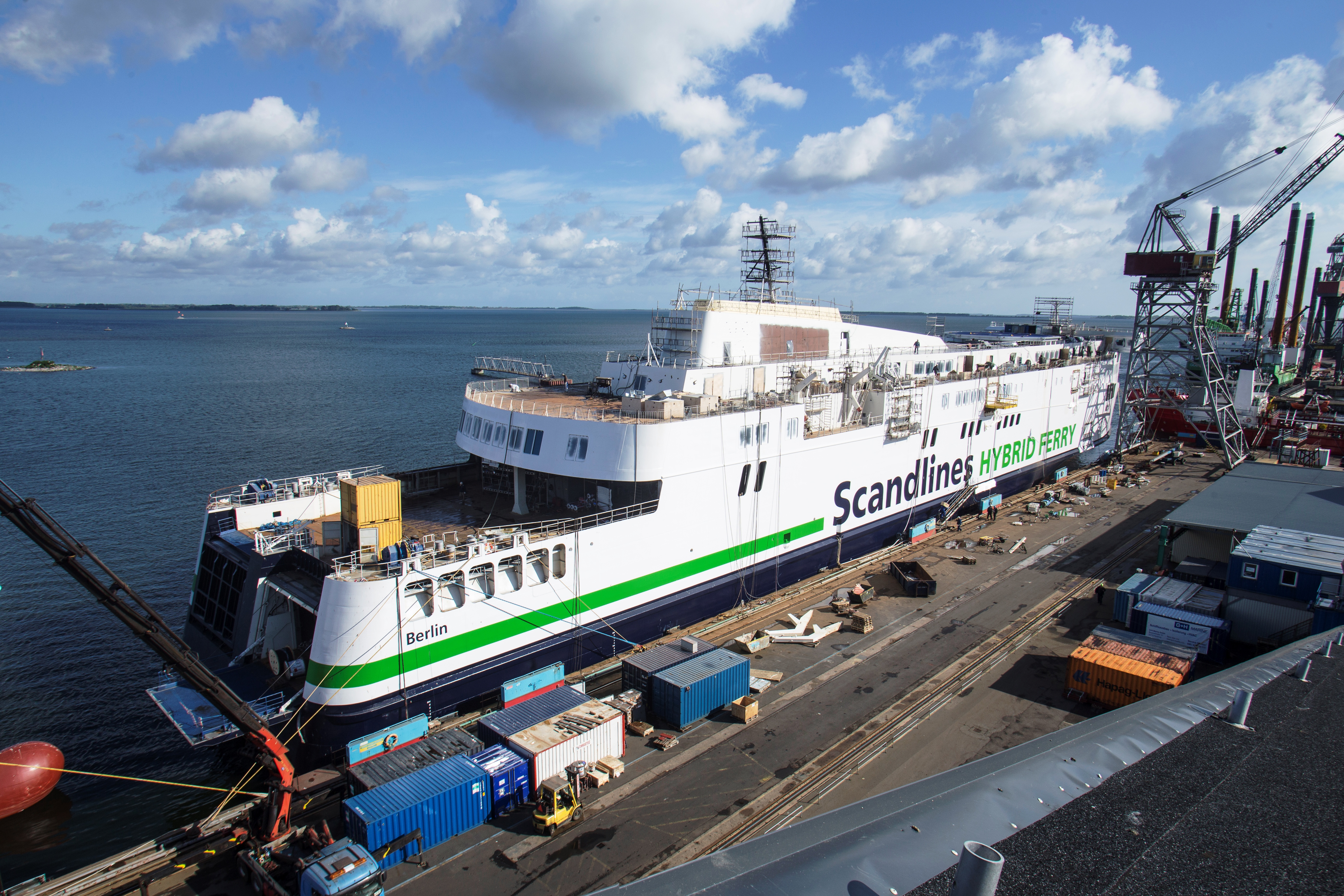
Die Berlin beim Umbau bei Fayard in Munkebo (Juni 2015)
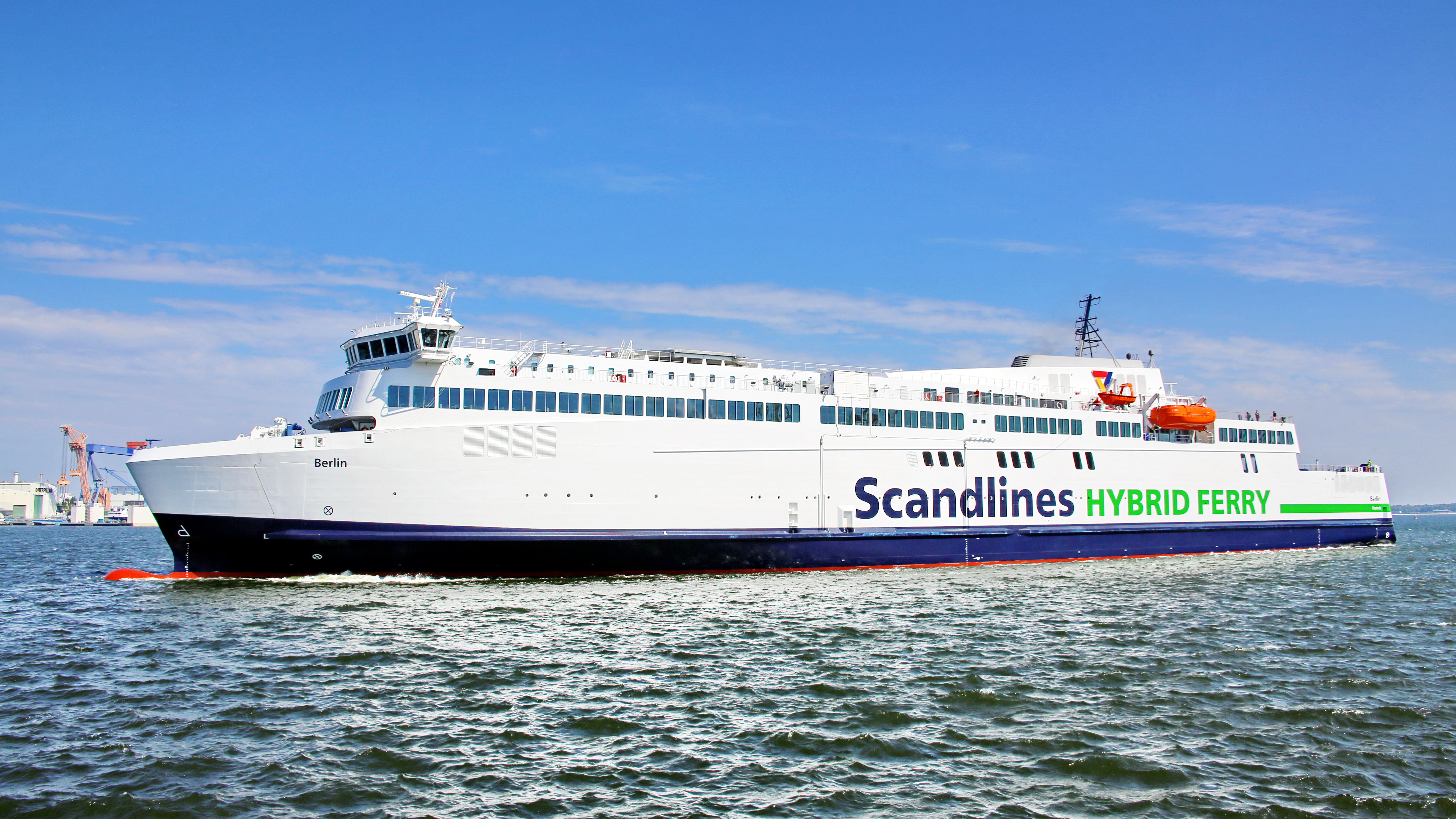
Die Berlin im Juni 2016, kurz nach der Indienststellung
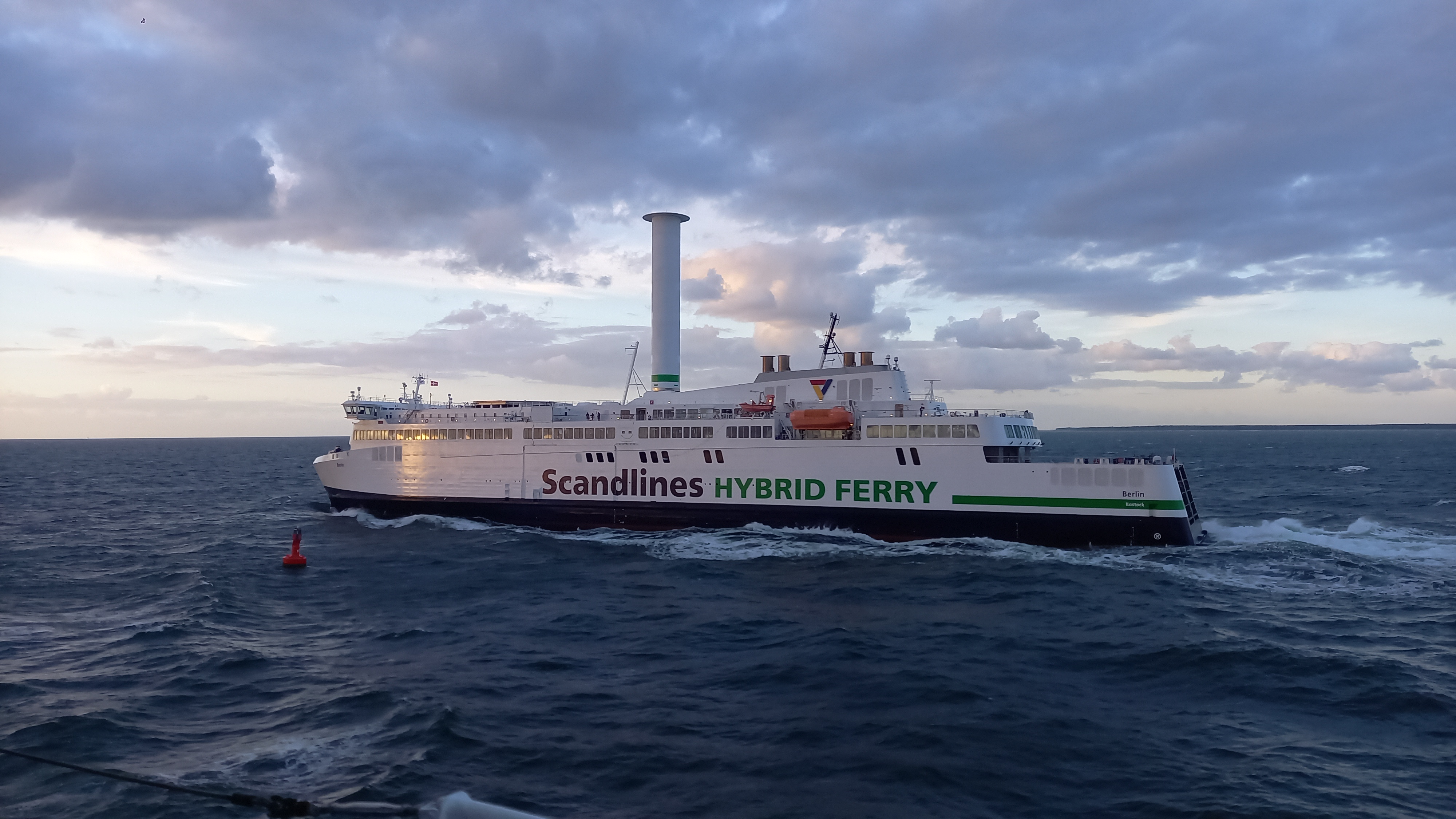
Fähre Berlin mit Rotorsegel auf der Überfahrt nach Gedser (Juli 2022)